# Feminismo abolicionista

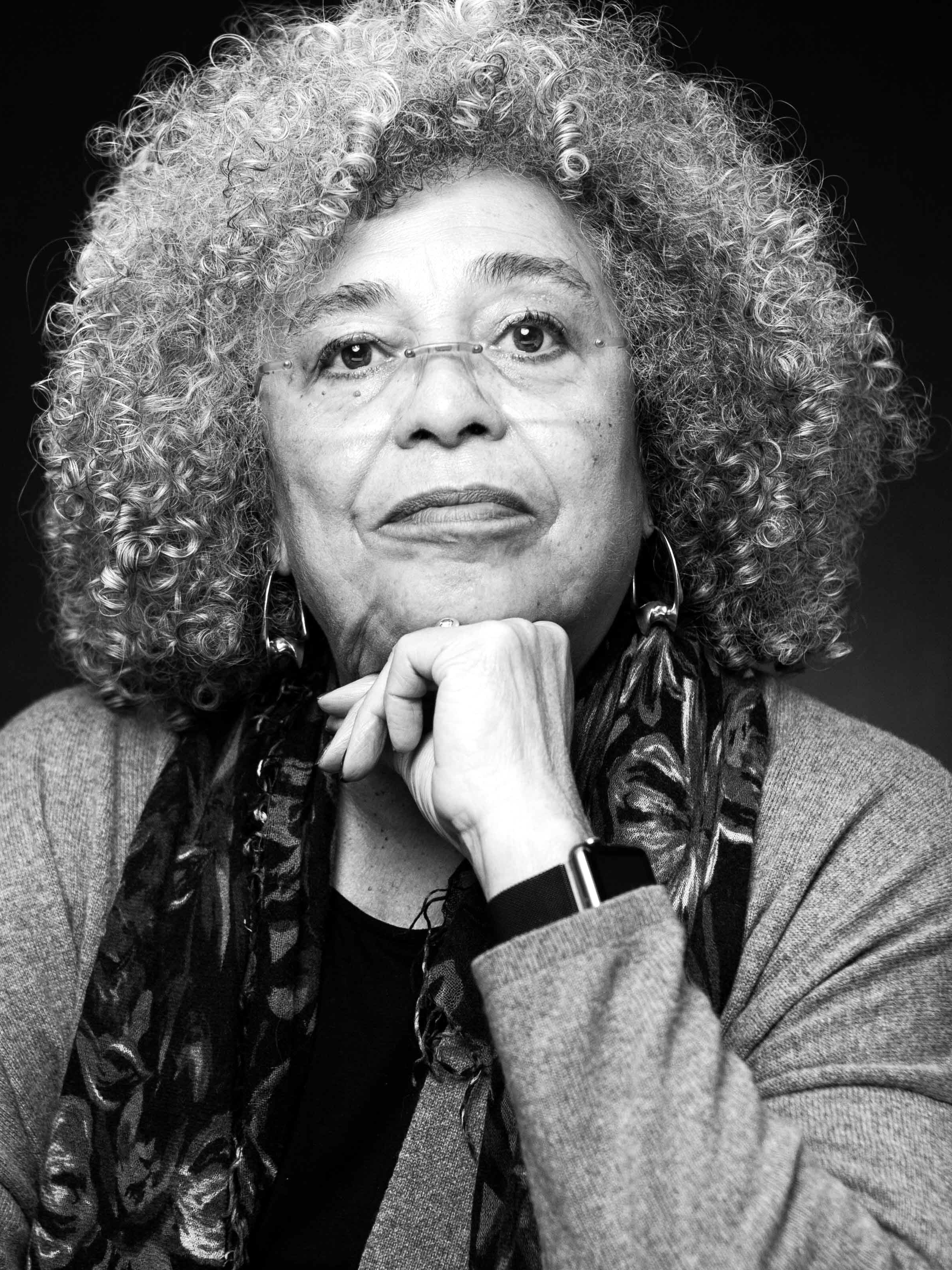
A escritora e ativista Angela Davis que ajudou a cunhar o termo Feminismo Abolicionista.

Feminismo abolicionista é um ramo do feminismo que apela à eliminação do complexo industrial-prisional. O termo foi cunhado pelas pensadoras Angela Davis, Gina Dent, Erica Meiners e Beth Richie em seu livro "Abolicionismo. Feminismo. Já." Suas defensoras promovem a ideia da abolição das prisões enquanto defendem um feminismo antirracista, anticapitalista e antiviolência. Contrapõem o feminismo carcerário rejeitando soluções carcerárias para a violência de gênero e propõem modelos de justiça restaurativa e transformativa.

## Terminologia
O Feminismo Abolicionista é definido como um dialético e relacional. Afirma que teorias e práticas abolicionistas são mais convincentes quando também são feministas e, inversamente, um feminismo que também é abolicionista é a versão mais inclusiva e persuasiva do feminismo para estes tempos.” Para atingir seus objetivos acerca da prisão e da polícia, as feministas abolicionistas argumentam pela eliminação de estruturas de opressão que se cruzam, como o racismo, a violência de gênero, a violência sexual e o heteropatriarcado. Tal ponto de vista é nomeado "democracia da abolição", propondo alternativas ao militarismo e encarceramento através de práticas restaurativas.
As feministas abolicionistas compreendem o crime como um conceito fluido e Construção social, não como fenômeno natural. Defendem que o feminismo e o abolicionismo devem informar-se mutuamente, para uma maior e melhor crítica ao sistema carcerário. Para as Feministas abolicionistas, a violência não é entendida como uma questão individual com soluções individuais; em lugar, a violência deve ser enfrentada com reformas estruturais para além da prisão.